# Lijst van voetbalinterlands Azerbeidzjan - Oezbekistan
Deze lijst van voetbalinterlands is een overzicht van alle officiële voetbalwedstrijden tussen de nationale teams van Azerbeidzjan en Oezbekistan. De voormalige Sovjet-republieken speelden tot op heden negen keer tegen elkaar, te beginnen met een vriendschappelijke wedstrijd op 14 april 1998 in Bakoe. Het laatste duel, eveneens vriendschappelijk, vond plaats in Bakoe op 20 augustus 2014.

## Wedstrijden
| № | Plaats    | Datum            | Competitie        | Wedstrijd                  | Uitslag |
| - | --------- | ---------------- | ----------------- | -------------------------- | ------- |
| 1 | Bakoe     | 24 april 1998    | Vriendschappelijk | Azerbeidzjan – Oezbekistan | 2 – 1   |
| 2 | Samarkand | 18 augustus 1999 | Vriendschappelijk | Oezbekistan – Azerbeidzjan | 5 – 1   |
| 3 | Albena    | 15 februari 2001 | Vriendschappelijk | Oezbekistan – Azerbeidzjan | 2 – 1   |
| 4 | Bakoe     | 21 augustus 2002 | Vriendschappelijk | Azerbeidzjan – Oezbekistan | 2 – 0   |
| 5 | Bakoe     | 28 mei 2004      | Vriendschappelijk | Azerbeidzjan – Oezbekistan | 3 – 1   |
| 6 | Qarshi    | 7 februari 2007  | Vriendschappelijk | Oezbekistan – Azerbeidzjan | 0 – 0   |
| 7 | Şımkent   | 7 maart 2007     | Vriendschappelijk | Azerbeidzjan – Oezbekistan | 1 – 0   |
| 8 | Dubai     | 1 februari 2009  | Vriendschappelijk | Azerbeidzjan – Oezbekistan | 1 – 1   |
| 9 | Bakoe     | 20 augustus 2014 | Vriendschappelijk | Azerbeidzjan − Oezbekistan | 0 − 0   |

## Samenvatting
| Competitie        | Totaal gespeeld | Winst Azerbeidzjan | Gelijk | Winst Oezbekistan | Doelsaldo Azerbeidzjan – Oezbekistan |
| ----------------- | --------------- | ------------------ | ------ | ----------------- | ------------------------------------ |
| Vriendschappelijk | 9               | 4                  | 3      | 2                 | 11 − 10                              |
| Totaal            | 9               | 4                  | 3      | 2                 | 11 − 10                              |

Wedstrijden bepaald door strafschoppen worden, in lijn met de FIFA, als een gelijkspel gerekend.

## Details

### Zesde ontmoeting
| Vriendschappelijk (Qarshi, Oezbekistan, 7 februari 2007): |       |              |
| Oezbekistan                                               | 0 – 0 | Azerbeidzjan |
|                                                           | goals |              |

### Negende ontmoeting
| Vriendschappelijk (Bakoe, Azerbeidzjan, 20 augustus 2014): |       |             |
| Azerbeidzjan                                               | 0 – 0 | Oezbekistan |
|                                                            | goals |             |

AFFA · A-internationals · Bondscoaches · Statistieken · Azerbeidzjaans vrouwenelftal · Azerbeidzjan U21 · Azerbeidzjan U20 · Azerbeidzjan U19 · Azerbeidzjan U18 · Azerbeidzjan U17 · Azerbeidzjan U16
1992 – 1999 ·
2000 – 2009 ·
2010 – 2019 ·
2020 − 2029
1992 · 
1993 · 
1994 · 
1995 · 
1996 · 
1997 · 
1998 · 
1999 · 
2000 · 
2001 · 
2002 · 
2003 · 
2004 · 
2005 · 
2006 · 
2007 · 
2008 · 
2009 · 
2010 · 
2011 · 
2012 · 
2013 · 
2014 · 
2015 · 
2016 · 
2017 ·
2018 ·
2019 ·
2020 ·
2021 ·
2022 ·
2023 ·
2024
Albanië ·
Andorra ·
Bahrein ·
België ·
Bosnië en Herzegovina · 
Bulgarije ·
Canada ·
Cyprus ·
Duitsland ·
Engeland ·
Estland ·
Faeröer ·
Filipijnen ·
Finland ·
Frankrijk ·
Georgië ·
Honduras ·
Hongarije ·
Ierland ·
IJsland ·
India ·
Irak ·
Iran ·
Israël ·
Italië ·
Japan · 
Jordanië ·
Kazachstan ·
Kirgizië · 
Koeweit · 
Kosovo · 
Kroatië · 
Letland ·
Liechtenstein ·
Litouwen ·
Luxemburg ·
Malta ·
Moldavië ·
Mongolië ·
Montenegro ·
Noord-Ierland ·
Noord-Macedonië ·
Noorwegen ·
Oekraïne ·
Oezbekistan ·
Oman ·
Oostenrijk ·
Palestina ·
Polen ·
Portugal ·
Qatar ·
Roemenië ·
Rusland ·
San Marino ·
Saoedi-Arabië ·
Servië ·
Servië en Montenegro ·
Singapore ·
Slovenië ·
Slowakije ·
Spanje ·
Tadzjikistan · 
Trinidad en Tobago · 
Tsjechië ·
Turkije · 
Turkmenistan · 
Verenigde Arabische Emiraten ·
Verenigde Staten ·
Wales ·
Wit-Rusland ·
Zwitserland ·
Zweden
UFF · A-internationals · Bondscoaches · Statistieken · Oezbeeks vrouwenelftal · Olympisch elftal · Oezbekistan U21 · Oezbekistan U20 · Oezbekistan U19 · Oezbekistan U18 · Oezbekistan U17
1990 – 1999 ·
2000 – 2009 ·
2010 – 2019 ·
2020 – 2029 ·
1994 · 
1995 · 
1996 · 
1997 · 
1998 · 
1999 · 
2000 · 
2001 · 
2002 · 
2003 · 
2004 · 
2005 · 
2006 · 
2007 · 
2008 · 
2009 · 
2010 · 
2011 · 
2012 · 
2013 · 
2014 ·
2015 ·
2016 ·
2017 ·
2018 ·
2019 ·
2020 ·
2021 ·
2022 ·
2023
Albanië ·
Armenië ·
Australië ·
Azerbeidzjan ·
Bahrein ·
Bangladesh ·
Bolivia ·
Bosnië en Herzegovina ·
Burkina Faso ·
Cambodja ·
Canada ·
China ·
Costa Rica ·
Estland ·
Filipijnen ·
Georgië ·
Hongkong ·
India ·
Indonesië ·
Irak ·
Iran ·
Israël ·
Japan ·
Jemen ·
Jordanië ·
Kameroen ·
Kazachstan ·
Kirgizië ·
Koeweit ·
Letland ·
Libanon ·
Malediven ·
Maleisië ·
Marokko ·
Mexico ·
Mongolië ·
Montenegro ·
Nieuw-Zeeland ·
Nigeria ·
Noord-Korea ·
Oeganda ·
Oekraïne ·
Oman ·
Palestina ·
Qatar ·
Rusland ·
Saoedi-Arabië ·
Senegal ·
Singapore ·
Slowakije ·
Sri Lanka ·
Syrië ·
Tadzjikistan ·
Taiwan ·
Thailand ·
Turkije ·
Turkmenistan ·
Uruguay ·
Venezuela ·
Verenigde Arabische Emiraten ·
Verenigde Staten ·
Vietnam ·
Wit-Rusland ·
Zuid-Korea ·
Zuid-Soedan ·
Zweden